# Typhlopoidea
Typhlopoidea is een superfamilie van slangen die onder andere de families wormslangen en draadwormslangen bevat. De groep werd voor het eerst wetenschappelijk beschreven door Blasius Merrem in 1920. Er zijn 4 verschillende families.

## Taxonomie
- Superfamilie Typhlopoidea
  - Familie Anomalepididae
  - Familie Gerrhopilidae
  - Familie Typhlopidae (Wormslangen)
  - Familie Leptotyphlopidae (Draadwormslangen)